# Akodon sylvanus
Espèce
Statut de conservation UICN

 LC   : Préoccupation mineure
Akodon sylvanus est une espèce de rongeurs de la famille des Cricétidés endémique de l'Argentine.

## Répartition
Cette espèce est présente dans la province de Jujuy dans l'extrême nord de l'Argentine. Elle est probablement également présente en Bolivie.